# Anna Mazurek
Anna Mazurek (ur. 1996 w Krakowie) – polska pisarka, reżyserka spektakli teatralnych, dramaturg. Członkini Unii Literackiej.

## Życiorys
Absolwentka Wydziału Reżyserii Dramatu Akademii Sztuk Teatralnych im. Stanisława Wyspiańskiego w Krakowie. Studiowała również kulturoznawstwo na Uniwersytecie Jagiellońskim. Podczas studiów była asystentką Mai Kleczewskiej, oraz wspólnie z Mateuszem Górniakiem napisała tekst do spektaklu „Kasandra”, w reżyserii Zofii Gustowskiej. W 2019 zadebiutowała na rynku literackim. Napisała wtedy książkę pt. „Dziwka”. Półfinalistka  XIV Gdyńskiej Nagrody Dramaturgicznej 2020. W 2021 miał miejsce jej debiut teatralny. Napisała wtedy tekst i dramaturgię spektaklu „1968//biegnij, mała, biegnij”. Spektakle jej autorstwa wystawiane były m.in. na deskach teatrów: Nowego w Łodzi, Polskiego w Bydgoszczy oraz Współczesnego w Szczecinie. W 2022 wraz z Olgą Ciężkowską otrzymała nagrodę za dramaturgię i reżyserię spektaklu „Wszyscy jesteśmy dziwni” w ramach 28. Ogólnopolskiego Konkursu na Wystawienie Polskiej Sztuki Współczesnej. W 2024 ukazała się jej druga książka, „Zwierzęta łowne”.

## Książki
- Dziwka, Wydanie I, Seria Prozatorska, Kraków: Korporacja Ha!art, 2019, ISBN 978-83-65739-68-1
- Zwierzęta łowne, Wydanie I, Warszawa: Wydawnictwo W.A.B, 2024, ISBN 978-83-8319-575-9